# August de Rull i Artós
August de Rull i Artós   (Barcelona, 7 d'octubre de 1867 - 1937) fou un financer i polític català, ennoblit amb el títol de comte de Casa Rull.

## Biografia
Va néixer al carrer de l'Arc de Sant Agustí de Barcelona, fill del catedràtic de Medicina Joan de Rull i Xuriach i de Mercè d'Artós i Mornau, ambdós naturals de Barcelona.
Enginyer de professió, fou arxiver i president en 1893 i 1901 de l'Associació d'Enginyers Industrials i el 1922 president del Patronat de l'Escola Industrial de Barcelona. Fou soci de la Cambra de Comerç, Indústria i Navegació de Barcelona, i de la Societat Econòmica Barcelonesa d'Amics del País. A les eleccions municipals de 1917 fou elegit regidor a l'Ajuntament de Barcelona pel Districte 4 dins les llistes de la Lliga Regionalista. El 1930 tornà a ser escollit regidor. Entre altres càrrecs, el 1926 fou president de la junta d'accionistes del Gran Teatre del Liceu, el 1907 vocal de la Junta de la Cambra Oficial de la Propietat i el 1934 vocal de la Comissió de Reorganització de l'Institut d'Investigacions Econòmiques de la Generalitat de Catalunya.